# 飯沼貞吉
飯沼 貞吉（いいぬま さだきち、嘉永7年3月25日（1854年4月22日） - 昭和6年（1931年）2月12日）は、白虎隊士（士中二番隊所属）、通信技師、軍人。維新後は名を貞雄と改め、逓信省通信技師となる。後に孤舟、孤虎と号した。軍人としての最終階級は陸軍大尉。栄典は正五位勲四等。
年齢を偽って白虎隊に参加したが、戦い利あらず、飯盛山にて他の十九士と共に自刃に及んだが、死に切れず命を救われた。維新後は貞雄と改名し、逓信省の通信技師として各地に勤務し、日清戦争にも従軍した。1931年（昭和6年）2月12日、76歳で生涯を終えた。戒名は、白巖院殿孤虎貞雄居士。

## 生涯

### 出生
嘉永7年（1854年）3月25日、会津藩・飯沼時衛一正の二男として郭内本二之丁と三之丁間、大町通りにて生まれる。時衛は物頭を務め、家禄450石、家紋はからおしきにちがい鷹羽。母文子は西郷十郎右衛門近登之の娘で、玉章（たまずさ）という雅号を持つ歌人でもあった。家族は、両親と兄の源八、妹のひろ、弟の関弥（会津松平家家宰）。他に祖父の粂之進、祖母、曾祖母、叔父、下男下女が同居していたという。会津藩家老・西郷頼母の妻千重子は父の妹。山川大蔵（浩）、山川健次郎、大山捨松、山川二葉らの山川兄弟姉妹は従兄弟（母同士が姉妹）。
10歳で藩校日新館に入学。二経塾一番組に編入され、15歳で止善堂に入った。学業・武術ともに優秀で、白虎隊編成時はまだ15歳だったが、長身だったせいもあり、嘉永6年生まれの16歳と年齢を1歳偽って申請し入隊できた（従弟の山川健次郎は同年生まれであるが、幼年白虎隊だった）。

### 白虎隊
白虎士中二番隊出陣の慶応4年8月22日、父の時衛は既に白河口に出陣、兄の源八（18歳）も越後口の戦線に出ていた為、母の文子から厳かな訓戒を受けた。「いよいよ御前は君公の御為に身命を捧げる時が来ました。日頃父上よりの御訓えもあり、今日この家の門を出たならば、オメオメと生きて再び帰るような卑怯な振る舞いをしてはなりません。就いては、武士の子として目出度い今日の門出なれば、西郷のお祖母さまにも御暇乞いをして来なさい」と、母より（母方の）祖母との面会を許された。貞吉は祖母の西郷なほ子を訪ね、はなむけの一首を賜った。
玉章（たまずさ）という雅号を持つ歌人でもある母は、短冊に一首したためた。
旧暦8月22日、白虎士中二番隊は戸ノ口原に出撃。翌23日の早朝四時頃、副隊長格の教導、篠田儀三郎の指揮の下で戦ったが敗走。飯盛山に至り、城に戻り戦うか、敵の側面を付いて反撃するか等の議論の末、敵に生け捕られることを避けるべく一同は自刃を決意した。貞吉も、皆に遅れじと咽喉に脇差を突き立てたが死にきれずにいた。
最初に彼を発見、救出したのは、地元の渡部佐平の嫁ムメのようである。 東山バイパス工事のために二百余年も前に建てられたという古い家屋を取りこわしたがその時、神棚の中から明治十年十月付けと書かれた書籍板ばさみが出て来た。中には和紙四枚に達筆な毛筆でぎっしりと飯沼少年を助けたときの模様が書かれている。その後、微禄の会津藩士・印出新蔵の妻ハツに引き渡されその後、医者を求めて塩川に辿り着き、近江屋という醸造業を営む深田文内宅に匿われた。翌朝町医者の三本住庵（みつもとじゅあん）が手当てしたが、夕刻には長岡藩の軍医阿部宗達、吉見雲台（吉見乾海の父）が治療し一命をとり止めた。
その後、新政府軍に捕らわれ、見込みがあるとして長州藩士の楢崎頼三に引き取られる。頼三は彼を長門国（現在の美祢市）へ連れて帰り、東厚保町小杉の庄屋、高見家に預けて庇護したが、会津方にも長州方にも養育していることが知られると不都合が生じるため、飯沼の母に生存のみを知らせ、自らの家族や知人以外には存在を秘匿した。当初飯沼は何度か自殺を思い立ったが、ある日頼三に生き直すよう説き伏せられ、勉学に励むようになったという。

### その後の貞吉

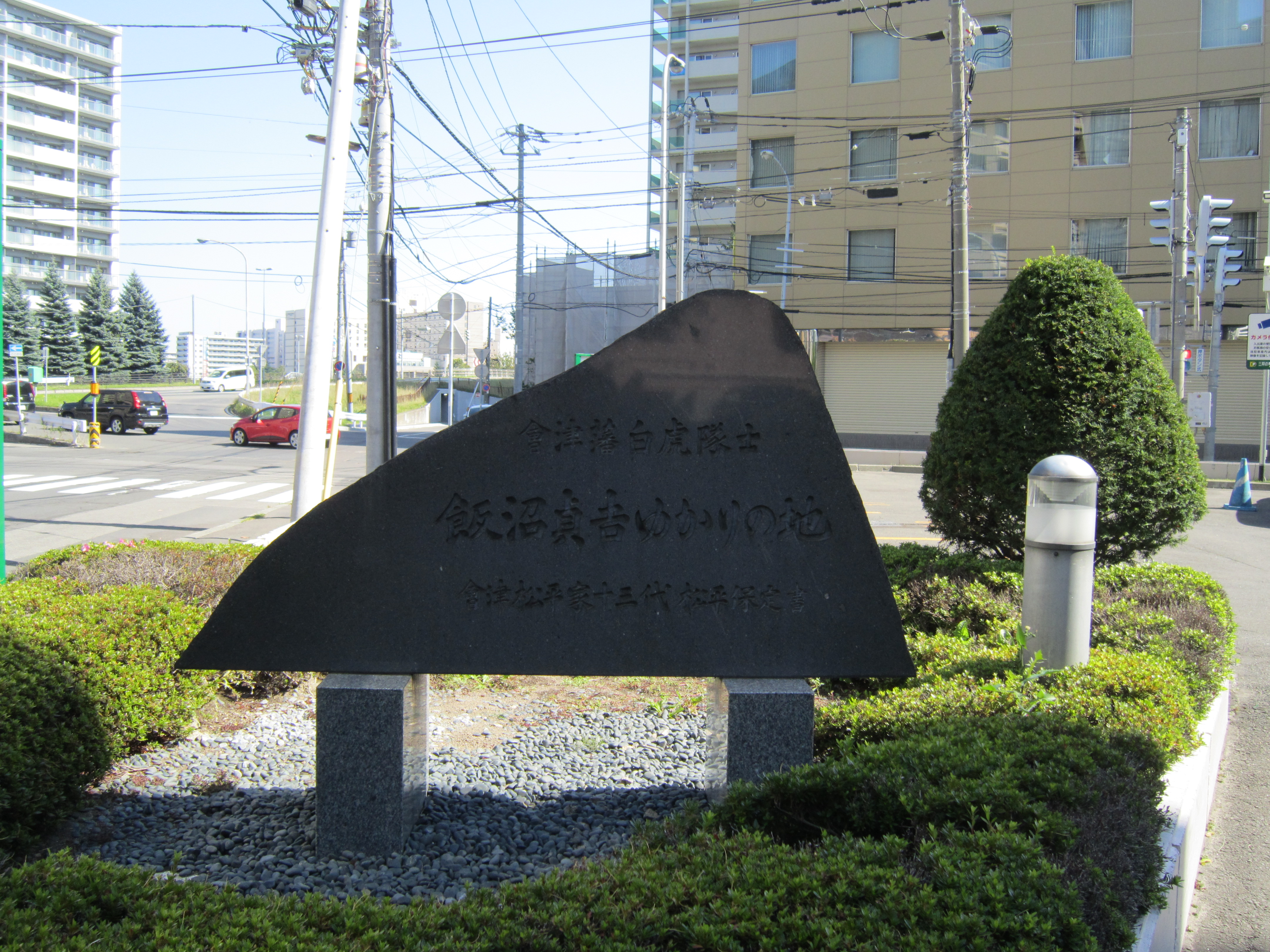
札幌勤務時の住居跡、旧・札幌第一ホテル（札幌電信電話会館）前に建てられた松平定吉書「会津藩白虎隊士飯沼貞吉ゆかりの地」碑

その後、貞吉は貞雄と改名し、明治3年（1870年）静岡の林三郎の塾（静岡学問所、静岡市）に入り、後の海軍大将・出羽重遠らと共に学ぶが、翌年藤沢（志摩守）次謙（奥医師桂川甫賢の3男）の書生となり、明治5年（1872年）に工部省技術教場（東京）に入所、電信技師となり、同年10月5日には赤間関（山口県下関市）に赴任。その後、国内各地での勤務を経て、1885年（明治18年）に工部省が逓信省に変わった時には新潟に勤務。1891年（明治24年）、広島電信建築区電信建築長に就任、2年後には東京郵便電信局勤務となり、翌1894年（明治27年）には日清戦争のため、大本営付となり技術部総督（階級は陸軍歩兵大尉）として出征。この間、1892年（明治25年）6月18日付で戸籍訂正し、生年を真実の嘉永7年に改正している。1905年（明治38年）、札幌郵便局工務課長となり、1910年（明治43年）に仙台逓信管理局工務部長に就任、日本の電信電話の発展に貢献した。正五位勲四等を受章。会津会の会員でもあった。
飯沼貞雄は1881年（明治14年）に広島藩士松尾錬太郎の娘れんと結婚、1882年（明治15年）に長男一雄、1885年（明治18年）に長女浦路、1897年（明治30年）に二男一精と3人の子に恵まれた。しかし、一雄は日露戦争に出征して帰還した直後の1906年（明治39年）に札幌で亡くなった。原因は赤痢という。一精は北海道寿都出身の貞弘弘子と結婚し、三男一女に恵まれた。なお孫に石巻赤十字病院院長・飯沼一宇、国際医療福祉大学大学院教授・飯沼一浩、甥に大正期から昭和の終戦直後に掛けて内務官僚・貴族院議員などを歴任した飯沼一省がいる。

### 晩年
退職後も仙台に住み続けた。晩年は、會津三園會のメンバーとなり、秋月満志子に和歌の指導を受けた。1931年（昭和6年）2月12日、仙台にて永眠。墓は同市内の輪王寺にある。「死後若し形見のものを会津の方へ持って葬りたいという話があったら、これをやれ」と、次男・一精に髪と抜けた歯を収めた箱を渡して遺言した。現在飯森山の墓地に収められているのはこの遺髪と歯である。
1957年（昭和32年）9月、戊辰戦争九十年祭の時、前島会の手で飯盛山に墓碑が建てられた。貞吉は白虎隊のことを一部の史家以外にはほとんど話さず、子孫も一部の史家のみに史料を委託した。

### 没後
貞吉を預かった長州の高見家と楢崎頼三の遺族が貞吉の身の上話を密かに子孫に語り継いでいることが2000年以降にわかり、東京都世田谷区に住む貞吉の孫の飯沼一元（貞吉の次男の息子）と交流した。貞吉の身の回りの世話をした高見家の娘フサ（高見三郎の母）が孫子に語り継いだ話によると、楢崎頼三を囲む宴の際、村人の一人が貞吉に「生きていてよかったの」と言ったところ、貞吉が土間に飛び降りて自決しようとしたため、楢崎が貞吉を別室に呼び、「今、日本には外国船が押し寄せており、会津・長州と言っている場合ではない。日本人は団結して国を強くしなくてはならず、その担い手は若者だ。国の役に立てるよう勉強せよ」と諭し、以降貞吉は一心不乱に勉学に励んだという。楢崎家でも貞吉の話は密かに語り継がれていた。
- 2016年10月、山口県美祢市の楢崎頼三屋敷跡にこの伝承を記念する「恩愛の碑」が建てられた[9]。

学ぶ機会を与えられた祖父にちなみ、孫の一元はNPO法人「海の会」を設立し、東日本大震災の遺児に返済不要の奨学金を与える活動をしている。

## 詠歌
飯沼貞雄が詠んだ歌を、三首紹介しておく。

## 家族
- 父・飯沼時衛一正 - 会津藩士。妹・千重子の夫に会津藩家老・西郷頼母
- 母・文子 - 会津藩士・西郷十郎右衛門近登之の娘。姉妹の子に山川浩、山川健次郎、大山捨松、山川二葉がいる。
- 兄・源八
- 妹・ひろ
- 弟・飯沼関弥 - 会津松平家家宰。子に飯沼一省。娘の檀は桜井懋（山川健次郎の甥）の妻。

## エピソード
- 日清戦争に従軍中、危険だからとピストルを持参するよう促した者に、「私は白虎隊で死んでいるはずの人間です」と言って笑ったという。
- 長身で、鼻が高くはっきりした顔立ち、スーツにネクタイ姿がよく似合った彼は、英国人の電信建築顧問と並んでも全くひけを取らず、外国人が二人並んで歩いている、と言われたという。
- 仙台市の自邸の庭に、貞雄は札幌から持って来た柏の木と、会津地方特産の身不知（みしらず）柿の木を植えていたが、現在はマンション建設に伴い伐採された。